# John Virgo
John Virgo (Lancashire, Inglaterra, 3 de marzo de 1946) es un comentarista y ya retirado jugador profesional de snooker.
Fue profesional entre 1976 y 1995. Ganó el Campeonato del Reino Unido de 1979. Ese mismo año llegó a las semifinales del Campeonato Mundial, en las que cayó derrotado contra Dennis Taylor.
Habiéndose retirado de la competición profesional en 1995, es ahora uno de los principales comentaristas de BBC Sport. Asimismo, participa de manera regular en exhibiciones y destaca por las imitaciones que hace de otros jugadores.